# Courtrai-i csata
Az aranysarkantyús csata (hollandul: Guldensporenslag, franciául: Bataille des éperons d’or) néven ismert ütközetet 1302. július 11-én vívták a flandriai Kortrijk (franciául: Courtrai) városa közelében. A csata során a főként gyalogos katonákból álló flamand sereg korábban példa nélküli, súlyos vereséget mért IV. Fülöp francia király lovagseregére. Az elesett lovagoktól zsákmányolt, aranyozott sarkantyúktól ered a csata holland elnevezése, francia nyelvterületen a courtrai-i csata néven ismert. A belgiumi flamand közösség minden év július 11-én tartja hivatalos ünnepnapját a csata emlékére.

## A csata háttere
A 13. században textilipara Európa egyik legiparosodottabb és leggazdagabb régiójává tette Flandriát. Bár a tartomány névleg a Francia Királysághoz tartozott, meglehetősen nagy önállóságot élvezett.
Guy de Dampierre 1278-tól volt flamand gróf, névleg Szép Fülöp francia király vazallusaként. Fülöp, akinek Guy a keresztapja volt, minden lehetséges eszközzel próbálta csökkenteni a gróf befolyását: királyi előjogokat adományozott a flamand városok befolyásos családjainak és polgárainak, új pénzt veretett (ami hivatalosan a gróf előjoga volt), és minden jelentősebb flamand városba francia „mentorokat” küldött – ők névleg a grófi adminisztrációt segítették, de ténylegesen a király befolyását voltak hivatott növelni. Guy természetesen tiltakozott, de ezt Fülöp semmibe vette, és megtiltotta a grófnak, hogy panaszait a legfelső nemesi tanács elé terjessze.
1297. január 7-én Guy nyíltan szövetséget kötött I. Eduárd angol királlyal, és két nappal később hivatalosan is semmissé nyilvánította Fülöpnek tett hűbéresküjét. Fülöp válaszul sereget küldött Flandria elfoglalására; a francia sereg 1297. augusztus 20-án Veurne mellett lemészárolta a sebtében toborzott grófi sereget, és mélyen benyomult Flandriába. Eduárd angol király hatástalan beavatkozása után a két fél 1297 októberében fegyverszünetet kötött.
1300. január 6-án véget ért a fegyverszünet, és Fülöp kihasználta az alkalmat: bátyja, Charles de Valois vezetésével sereget küldött Flandria meghódítására. Az idős (akkorra már több  mint 70 éves) Guy nem vállalta a konfrontációt, és lemondott a flamand trónról fia, Robert de Bethune javára. Ennek ellenére a francia sereg folytatta az előrenyomulást, és 1300 májusában elfoglalta az utolsó flamand kézen lévő erődöt, Ypres várát. Guy és Robert ekkor beszüntette az ellenállást. Flandria megszűnt önálló politikai egységként létezni – a grófság Jacques de Châtillon de Saint-Pol kormányzóval az élén beolvadt a francia királyságba.
A francia megszállás miatti feszültség először Bruggében robbant ki, miután a városi tanács letartóztatta Pieter de Coninck szövőmestert, a Liebaards párt helyi vezetőjét. A városi polgárság fellázadt, kiszabadították Pietert és elűzték a városból a patríciusokat, saját uralmuk alá vonva a városi tanácsot. Flandria francia kormányzója, Jacques de Châtillon – a franciabarát Leliaards oldalán – természetesen nem engedhette, hogy a francia érdekek sérüljenek, és a francia helyőrség élén azonnal Brugge elfoglalására indult. A Liebaards vezetői feladták a várost; Jacques de Châtillon száműzte Pieter de Coninckot és a lázadók főbb vezetőit. Továbbá eltörölte a város királyi előjogait, amivel persze mindkét tábort azonnal elidegenítette a franciáktól.
A bruggei felkelés hírére a bebörtönzött gróf, Guy de Dampierre szabadon lévő fiai felkelést hirdettek a francia uralom ellen I. János namuri őrgróf vezetésével. János felkérte Pieter de Coninckot, hogy térjen vissza Bruggébe és foglalja el a várost, amit ő 1301 decemberében meg is tett.
1302 márciusában a genti városi vezetés visszaállította a Fülöp által eltörölt különadót, válaszul a genti Liebaardsok is fellázadtak, és elfoglalták a várost.

### A bruggei mészárlás

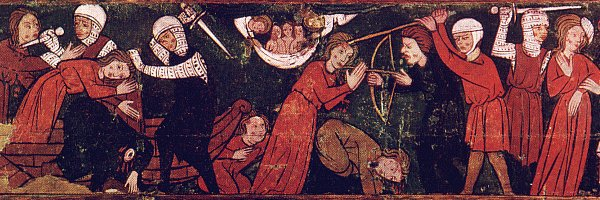
Az 1302. május 18-i bruggei mészárláshoz hasonló esemény ábrázolása egy korabeli freskón

A francia kormányzó, Jacques de Châtillon 1302 májusában sereget toborzott Kortrijk környékén, hogy büntető hadjáratot vezessen a lázadó flamand városok ellen. A genti városi tanács a kormányzó előkészületeit látva küldöttséget menesztett annak táborába, és a franciák kezére adta a várost. Pieter de Coninck a bruggei városi milícia élén Gentbe vonult, hogy a várost visszakényszerítse a Liebaards táborba, de kudarcot vallott.
Brugge ellen aránylag kis francia sereg indult: összesen kb. 800 fegyveres, és közülük is csak mintegy 120 nemes lovag. A városban azonban ismét a Liebaards-osok ellen fordult a hangulat, és a Leliaards vették át a hatalmat, száműzve mintegy 1000 lázadót a városból.
Jacques de Châtillon serege élén május 17-én érkezett Brugge falai alá. Eddigre Brugge ismét a franciák szövetségesének számító Leliaards uralma alatt állt, a franciák mégis megszállóként, teljes hadfelszerelésben vonultak be a városba. A városi tanács a francia megtorlástól tartva titokban visszahívta a korábban elűzött lázadókat, hogy közösen űzzék el a franciákat.
A szicíliai vecsernye mintájára hagyományosan bruggei matutinumnak nevezett mészárlás május 18-án a hajnali órákban tört ki, mikor a lázadók „Schild en Vriend” kiáltásokkal a francia katonákra és helyi szövetségeseikre támadnak.
Az áldozatok száma nem ismert; néhány száz fő lehetett. Mintegy 90 francia lovag fogságba esett, és maga Jacques de Châtillon is csak nagy nehézségek árán menekült el a városból.

### A felkelés továbbterjed
A mészárlás után a felkelés tovább terjedt Flandriában: William de Jülich (Guy flamand gróf unokája) Bruggébe érkezett, hogy támogassa és vezesse a lázadókat. Jean de Namur, Guy másik fia is segítséget küldött a városiaknak saját fia, Guy de Namur vezetésével.
A formálódó flamand sereg magvát a városi milíciák adták; hozzájuk csatlakoztak az egyszerű polgárok, környékbeli földművesek, textilipari munkások és művészek, illetve a flamand grófhoz még hű lovagok. A sereg rövid ostrom után elfoglalta Wijnendalét és Male várát, míg Flandria többi részén a helyi lakosok spontán elűzték a franciákat.

## A csata előkészületei
Fülöp francia király a buggei mészárlás megbosszulására jelentős sereget küldött Flandria ellen II. Robert d’Artois vezetésével. A sereg, amelyben mintegy 2500 fős nemesi lovasság (francia lovagok és fegyverhordozóik), 1000-1000 számszeríjjal és lándzsával felszerelt gyalogos és kb. 2000 könnyű fegyverzetű gyalogos katona lehetett, Arras városa körül gyülekezett 1302 júniusában. A 6500 főt 10 osztagba szervezték. A korabeli katonai felfogás szerint egy nehéz fegyverzetű lovag mintegy 10 gyalogos katonával ért fel, ezért a franciák túlereje jelentősnek számított.
Egy korabeli beszámoló szerint a Lotaringia, Brabant és Hainaut grófságból érkező vallon és német zsoldos lovagokkal kiegészített francia nehézlovasság létszáma elérte a 10 000-et.
A flamand sereg Kortrijk városánál, a királyi várat sikertelenül ostromolva várta a franciákat. A sereg magva a mintegy 3000 fős bruggei városi milícia volt; Brugge Szabad Tartomány (a város körüli, külön közigazgatási egységbe szervezett területek) és Nyugat-Flandria 2500 katonát küldött, utóbbiakat Guy de Namur vezette. Kelet-Flandriából további 2500 fő érkezett, közülük 700-an Gentből John Borluut vezetésével. Ypres városa további 500 fővel járult hozzá a flamand haderőhöz; John of Renesse vezetésével további 500 fő állt tartalékban. A francia haderőtől a flamandok a leginkább abban különböztek, hogy többségük gyalogosan harcolt, bár a gyalogságot kb. 400 nemes lovag is segítette.

## A két sereg találkozása
A francia haderő 1302. július 8-án érkezett Kortrijk alá, és a várostól délre verte fel táborát. A következő két napon, július 9–10-én a franciák sikertelenül próbálták elfoglalni Kortrijkot, ezért a francia hadvezérek tanácsa a nyílt csata mellett döntött. A flamand sereg a várostól északra vert tábort, ezért a vár francia védői a várostól keletre elterülő mezőket javasolták a csata helyszínének.
1302. július 11-én kora reggel a francia sereg felsorakozott a csatához, a csatarendben 3-3 osztagból álló bal- és jobb szárnnyal, valamint 2 osztagból álló tartalékkal.
A flamand sereg a Lys folyó mentén, a két haderőt elválasztó csermely északi oldalán sorakozott fel: a három nagyobb osztagot a bruggei, a nyugat- és a kelet-flandriai milícia alkotta, a tartalékot az ypres-i milícia és John of Renesse ugyancsak 500 fős csapata.

## A csata lefolyása

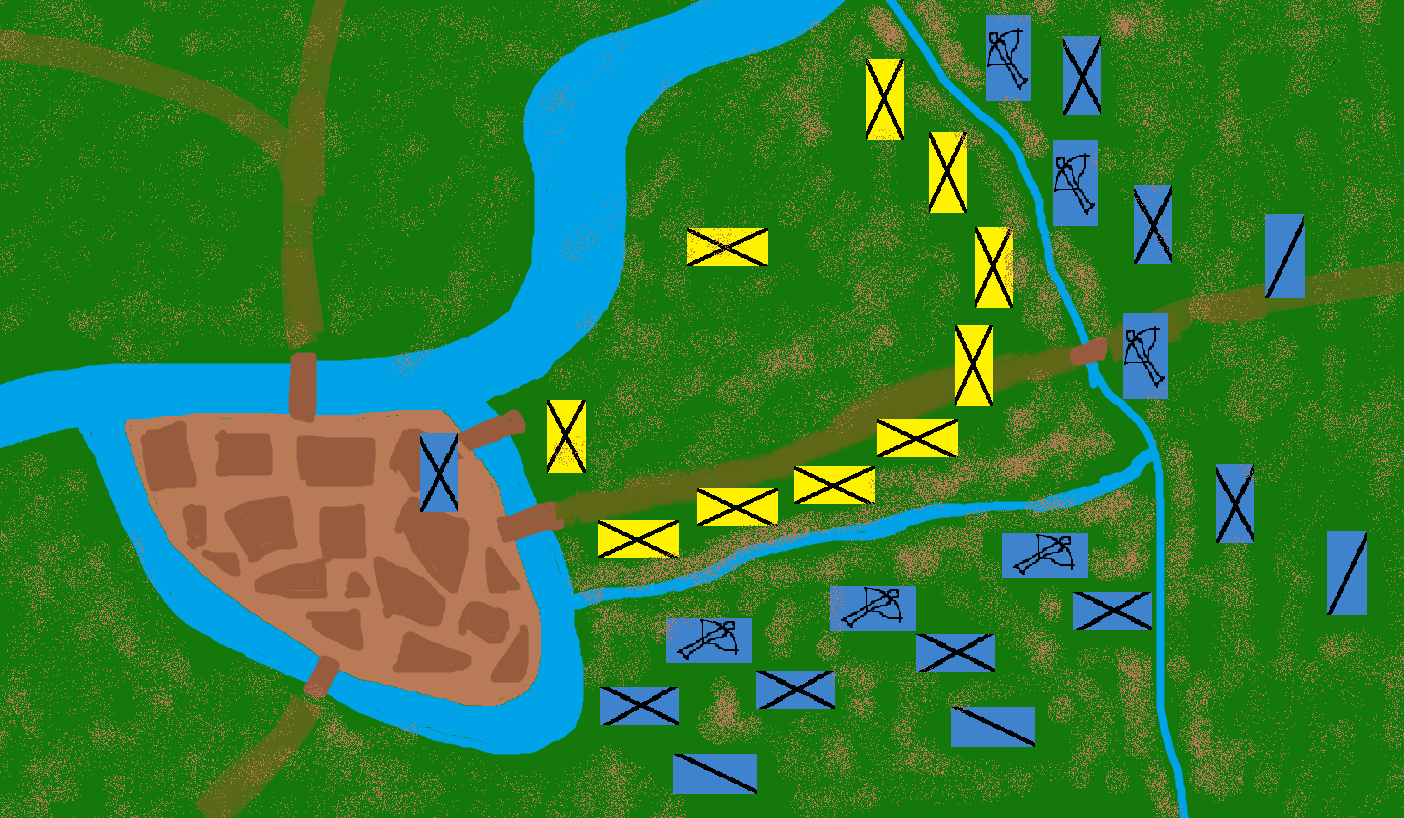
A csata kezdeti pozíciója

A két sereg dél körül lépett harcérintkezésbe, mivel a franciák igen körülményesen tudták csak megközelíteni a flamand állásokat, elsősorban a nehézlovasság nehézségei miatt. A támadást a számszeríjjal felszerelt francia gyalogság indította, kezdeti sikereik nyomán a flamand sereg meghátrált. Ekkor Robert d’Artois visszahívta a gyalogságot, és parancsot adott a lovasság támadására.

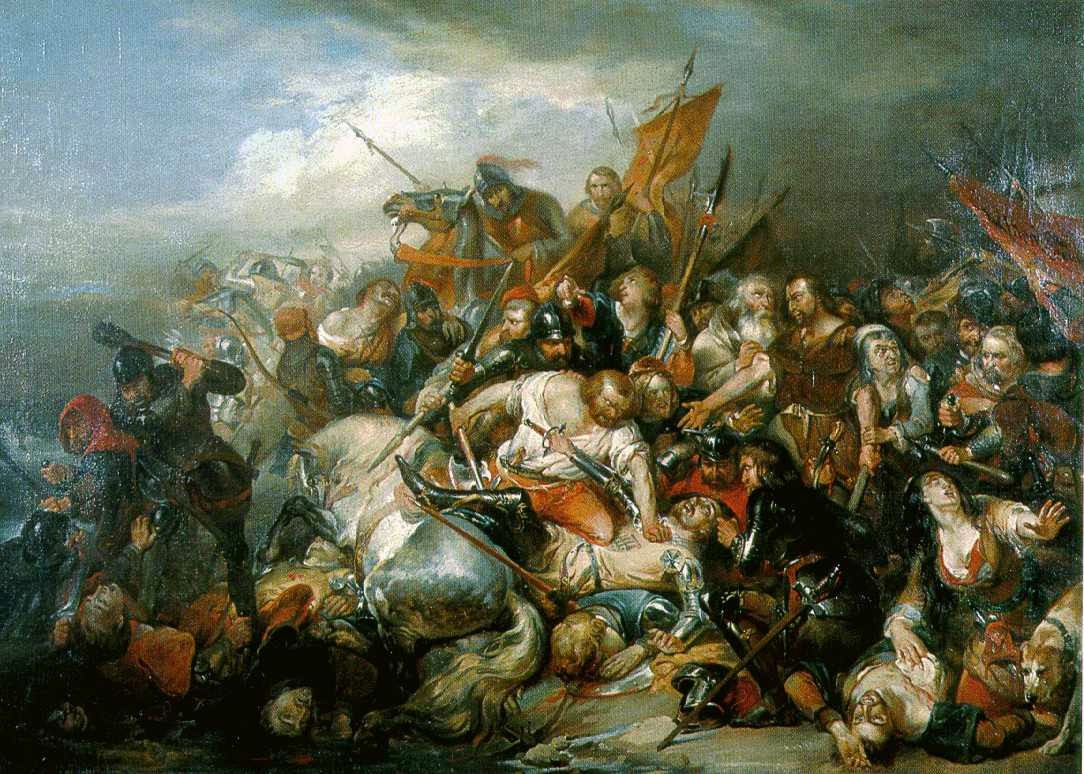
Nicaise de Keyser: Az aranysarkantyús csata (De Slag der Gulden Sporen)

A francia bal szárnyon Raoul de Nesle marsall vezette a lovagok rohamát. A legendával ellentétben a francia lovagoknak nem az okozott nehézséget, hogy átkeljenek a köztük és a flamand állások előtt húzódó vízfolyáson, hanem hogy a lovasrohamnak nem volt kellő lendülete. A két sereg túl közel volt, ami miatt a lovagok nem tudták kialakítani zárt csatarendjüket és nem tudtak eléggé fegyorsulni ahhoz, hogy áttörjék a nyolc sor mélyen kialakított flamand csatarendet. A lándzsával és a flamandul goedendag-nak nevezett buzogánnyal felfegyverzett gyalogosok sikeresen verték vissza az első rohamot.
Ezután a francia jobb szárny lendült támadásba, és ezzel egy időben a kortrijki vár helyőrsége is kirohant, hogy segítse a franciákat. A kedvező terepviszonyoknak köszönhetően ez a lovasroham majdnem sikerrel járt, ugyanis a lovagoknak valamivel több helyük volt, hogy lendületet vegyenek – flamandokat csak a Jon van Renesse vezette tartalék gyors beavatkozása mentette meg, akadályozta meg a lovagok áttörését a vonal egyes szakaszain. A várból kitörő franciák támadását az ypres-i milícia verte vissza.
Mivel a franciák a harcvonal egyik részén sem tudták áttörni a flamand vonalakat, kénytelenek voltak gyalogos közelharcba bocsátkozni. Ebben a nehéz fegyverzetű lovagok jelentős hátrányba kerültek, és a flamand sereg lassan előrenyomult.
Ekkor rohamozta meg a flamand vonalakat a francia tartalék egy része, amit maga Robert d’Artois vezetett. Robert-t nem akadályozták a csatornák, így mélyen behatolt a flamand vonalakba, a legenda szerint még a flamand zászlóból is kiszakított egy darabot. A támadás azonban így sem ért el sikert: az áttört lovagokat a flamand gyalogság körbevette és legyűrte, maga Robert is életét vesztette. A fővezér halála után a francia sereg meghátrált, a flamandok pedig üldözőbe vették őket. A csata előtt kiadott rendelkezés értelmében a flamandok nem ejthettek foglyokat, ezért szinte minden sebesült francia katonát lemészároltak. Ez az utasítás a kor hadviselési elveinek nem felelt meg: a nemes lovagokért jókora váltságdíjat követelhettek volna, de a parancsnokok valószínűleg attól féltek, hogy a foglyaikat a sereg mögé vezető flamandok megbontanák a szoros harcrendet. Szerepet játszhatott e döntésben a felvonuló francia sereg Lille és Kortrijk között elkövetett kegyetlenkedéseinek híre is.

## A csata után
Bár a csata csak kb. három óráig tartott, a francia sereg jelentős veszteségeket szenvedett. A csata másnapján a flamandok mintegy 500 aranyozott sarkantyút és más értékes lovagi felszerelést gyűjtöttek össze a csatamezőről, ebből ered a csata neve is. Akkoriban aranyozott sarkantyúja csak a főnemes származású lovagoknak lehetett, a köznemesek és a fegyverhordozók legfeljebb ezüst- (vagy ezüsttel borított) sarkantyút hordtak.
Becslések szerint mintegy 75 főnemes és ezer egyéb lovag vesztette életét, a korabeli krónikák a francia veszteségeket összesen 20 000 főre becsülték.
A csata legismertebb halottai:
- II. Robert d’Artois, a sereg vezére,
- II. Raoul de Clermont, Nesle ura, a francia hadak parancsnoka,
- I. Guy de Clermont, Breteuil ura,
- Simon de Melun, La Loupe és Marcheville ura,
- I. Jean de Ponthieu, Aumale grófja
- Jean de Trie, Dammartin grófja
- II. Jean de Brienne, Eu grófja
- Jean d'Avesnes, Ostrevant grófja, II. János hainaut-i gróf legidősebb fia
- Godfrey de Brabant, Aarschot ura
- Jacques de Châtillon, Leuze ura, Flandria francia kormányzója
- Pierre Flotte, IV. Fülöp első számú tanácsadója.

## A csata utótörténete
Az aranysarkantyús csata az egyik legelső volt a 14. század azon ütközeteiből, amelyekben a jól felszerelt és jól vezetett gyalogos seregeknek sikerült lovagseregeket legyőzniük. Hasonló győzelmet arattak a skótok 1314-ben a bannockburni csatában az angol lovagok felett, illetve később hasonló kimenetele lett a Crécy, Poitiers, Azincourt, Duplin Moor mellett vívott csatáknak, illetve a morgarteni és sempachi rajtaütésnek.
Az egyik legjelentősebb flamand író, Hendrik Conscience 1838-ban írta meg a csatát felelevenítő és romantizáló regényét, a Flandria oroszlánját (hollandul: De leeuw van Vlaanderen), melyből 1984-ben film is készült, Hugo Claus rendezésében.